# Canons Ashby
Canons Ashby est une paroisse civile et un village du Northamptonshire, en Angleterre.